# VBKラドゥガ

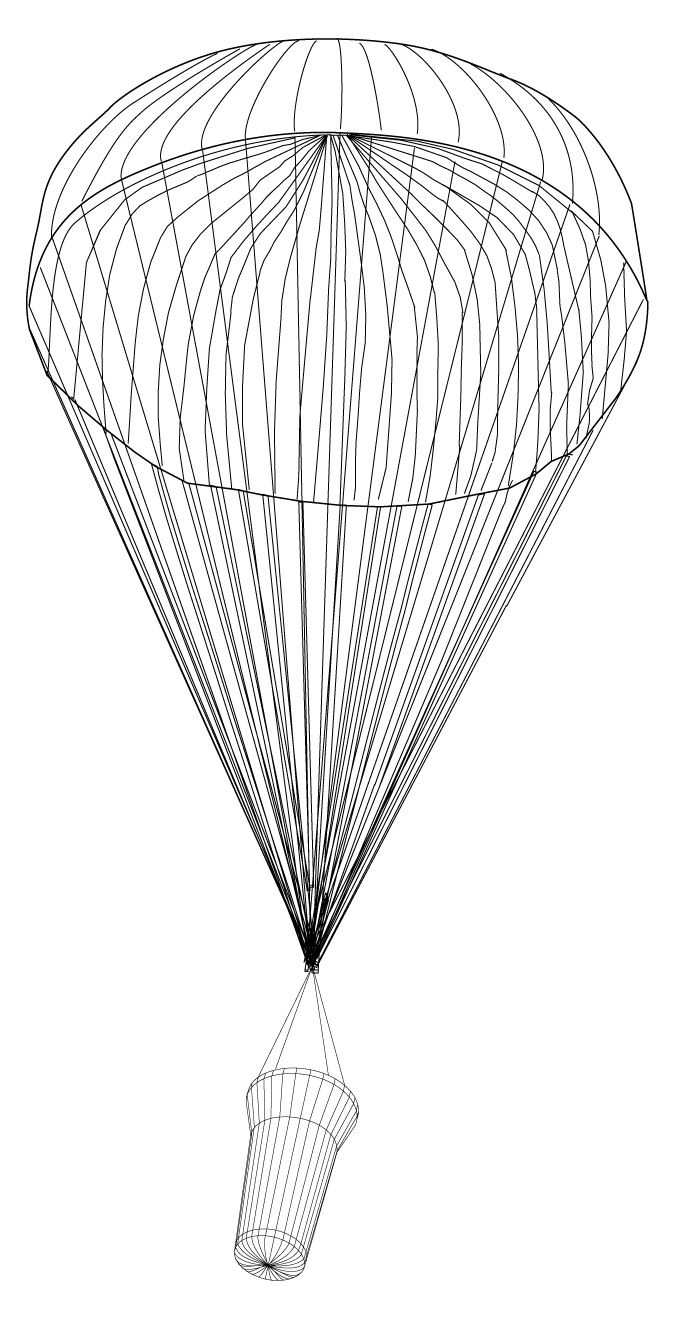
NASAのイラスト

VBKラドゥガ（VBK-Raduga）はかつて宇宙ステーションミールから物資を地上に送る際に使用された大気圏再突入カプセル。
プログレスMに搭載された状態で打ち上げられ、ミールに運ばれた。プログレスがミールを離れる前にプログレスのドッキングプローブとカプセルが入れ替えられ、プログレスが軌道を離脱した後、カプセルを切り離し、カプセル単独で大気圏再突入を果たす。そのためカプセル自体には推進装置は搭載されていない。突入後はパラシュートを展開して着陸する。
| カプセル       | 打上げ日   | プログレス     | ロケット   |
| -------------- | ---------- | -------------- | ---------- |
| VBK-ラドゥガ1  | 1990-09-27 | プログレスM-5  | ソユーズU2 |
| VBK-ラドゥガ2  | 1991-03-19 | プログレスM-7  | ソユーズU2 |
| VBK-ラドゥガ3  | 1991-08-20 | プログレスM-9  | ソユーズU2 |
| VBK-ラドゥガ4  | 1991-10-17 | プログレスM-10 | ソユーズU2 |
| VBK-ラドゥガ5  | 1992-04-19 | プログレスM-12 | ソユーズU2 |
| VBK-ラドゥガ6  | 1992-08-15 | プログレスM-14 | ソユーズU2 |
| VBK-ラドゥガ7  | 1993-05-22 | プログレスM-18 | ソユーズU2 |
| VBK-ラドゥガ8  | 1993-08-10 | プログレスM-19 | ソユーズU  |
| VBK-ラドゥガ9  | 1993-10-11 | プログレスM-20 | ソユーズU  |
| VBK-ラドゥガ10 | 1994-03-22 | プログレスM-22 | ソユーズU  |